# Nagy-Anyuj
A Nagy-Anyuj (oroszul: Большой Анюй, csukcs nyelven: Вылгилвээм) folyó Oroszország ázsiai részén, Csukcsföldön és Jakutföldön; az Anyuj egyik forrásága.

## Földrajz
Hossza: 693 km, vízgyűjtő területe: 57 300 km².
Az Anadir-fennsíkon ered. A Nagy- és a Kis-Anyuj találkozásával keletkezik az Anyuj, a Kolima 8 km hosszú mellékfolyója. A két nagy folyó között az Anyuj-hegység képez vízválasztót.
A Nagy-Anyuj felső folyásán a meder 80-100 m széles és legfeljebb 1,5 m mély; a torkolati részen medrének szélessége 500–700 m, mélysége a 4 m-t is eléri.
Október elejétől június elejéig befagy. Alacsony merülésű hajók számára az alsó szakasza hajózható.